# 三(氰乙基)膦
三(氰乙基)膦是一种有机磷化合物，化学式为P(CH2CH2CN)3。它是白色固体，在空气中稳定，这一性质在三烷基膦中并不常见。它可由丙烯腈和磷化氢的反应制备。四羟甲基硫酸鏻或四羟甲基氯化鏻也可作为原料反应。它在乙酸中被过氧化氢氧化，生成三(氰乙基)氧化膦。它也可作为配体与金属盐形成配合物。